# Evarcha sichuanensis
Evarcha sichuanensis là một loài nhện trong họ Salticidae.
Loài này thuộc chi Evarcha. Evarcha sichuanensis được Peng, Xie & Joo-Pil Kim miêu tả năm 1993.